# Fundo Europeu de Investimento
O Fundo Europeu de Investimento (sigla: EIF) é uma instituição da União Europeia, criada em 1994, com o objecivo de prestar apoio às pequenas e médias empresas, com sede no Luxemburgo.

## Caraterísticas
O FEI financia operações de capital de risco para apoiar pequenas e médias empresas, particularmente novas empresas na fase de arranque e no domínio tecnológico. Proporciona também garantias a instituições financeiras (como os bancos) que cobrem créditos a essas empresas. O Banco Europeu de Investimento (com 59,15% do capital) é o accionista maioritário do FEI, juntamente com o qual forma o chamado "Grupo BEI". Os outros accionistas são: as Comunidades Europeias, representadas pela Comissão Europeia (30%), e 34 instituições financeiras privadas da União Europeia (10,85%). 
O Fundo não concede empréstimos ou subsídios às empresas nem realiza investimentos diretos nelas. Opera através de bancos e outros intermediários financeiros. Recorre aos seus fundos próprios ou aos fundos que lhe são confiados pelo BEI ou pela União Europeia.
Desenvolve as suas atividades nos Estados-membros da União Europeia, na Croácia, na Turquia e em três países da EFTA (Islândia, Liechtenstein e Noruega).